# شعبة الدرم (السدة)

تعديل مصدري - تعديل

شعبة الدرم محلة تابعة لقرية مريوم، التابعة لعزلة بني الحارث بمديرية السدة إحدى مديريات محافظة إب في الجمهورية اليمنية.، بلغ تعداد سكانها 60 حسب تعداد اليمن لعام 2004.